# Cucullia umbratica
Cucullia umbratica (tên tiếng Anh: Cá mập) là một loài bướm đêm thuộc họ Noctuidae. Nó phân bố khắp Âu Châu nhưng gần đây đã được ghi nhận ở Bắc Mỹ, từ quần đảo Magdalen ở Canada.

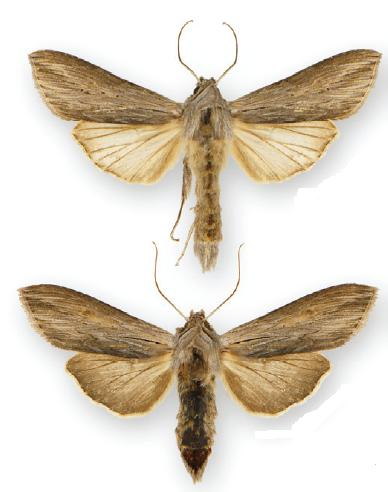
con cái (dưới) con đực (trên)

Con này có sải cánh từ 52–59 mm với cánh hẹp và dại. Cánh trước có màu xám với màu nâu. Cánh sau màu nâu đối với con đực và nâu đối với con cái. Bướm bay ban đêm vào tháng 6 và tháng 7 và bị thu hút bởi ánh sáng và nhiều loại hoa.

## Hình ảnh

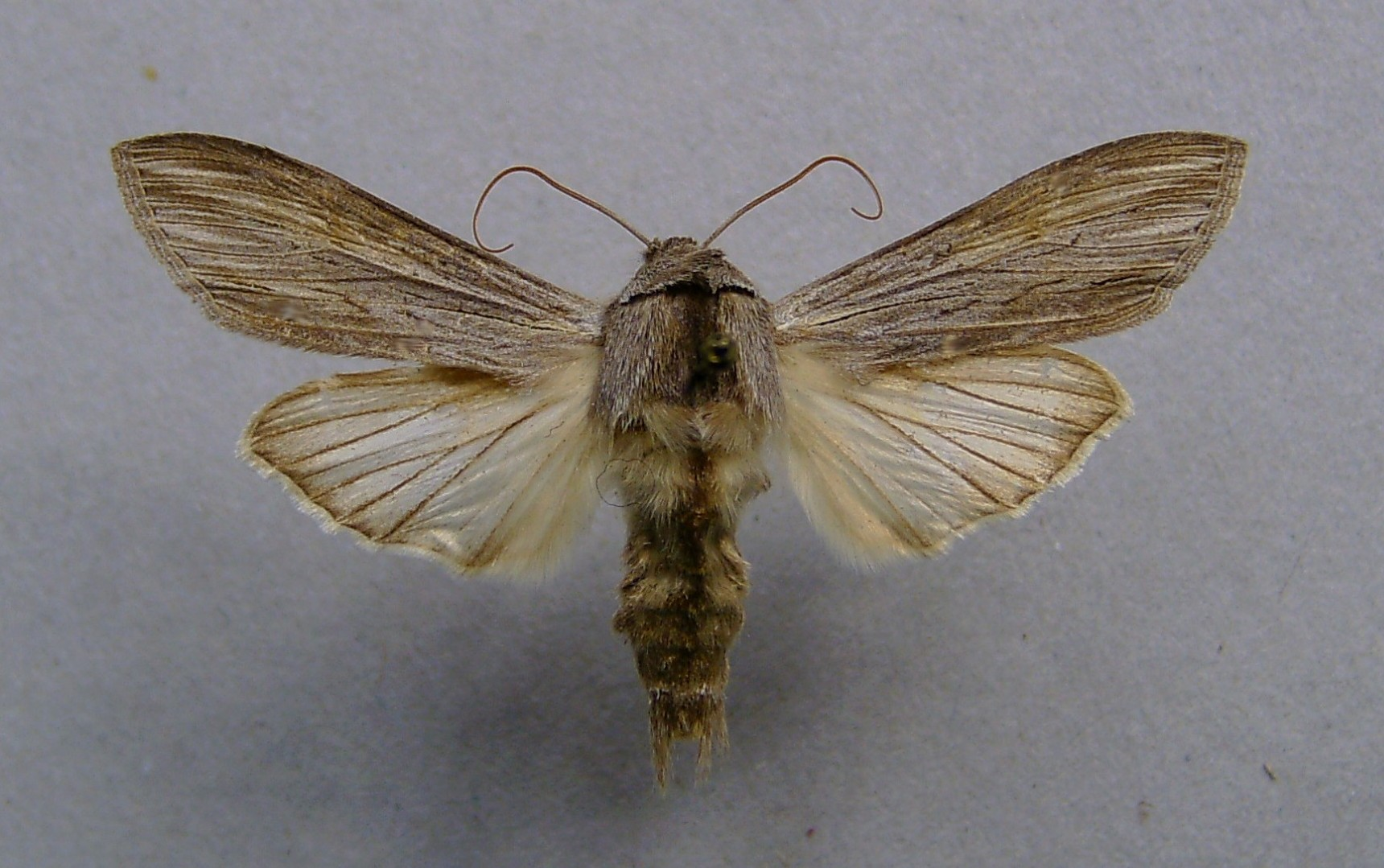
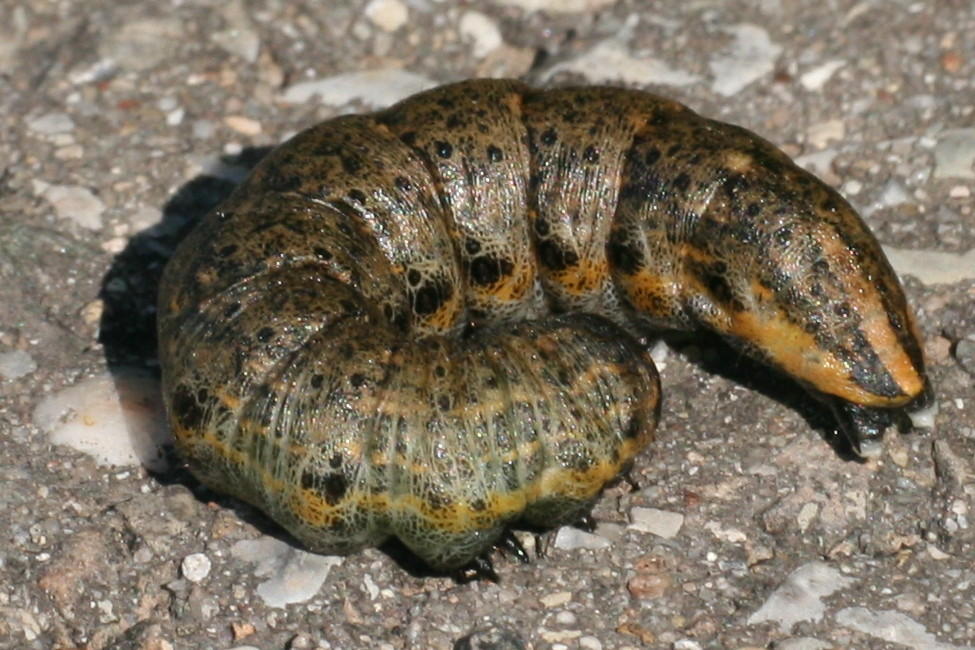
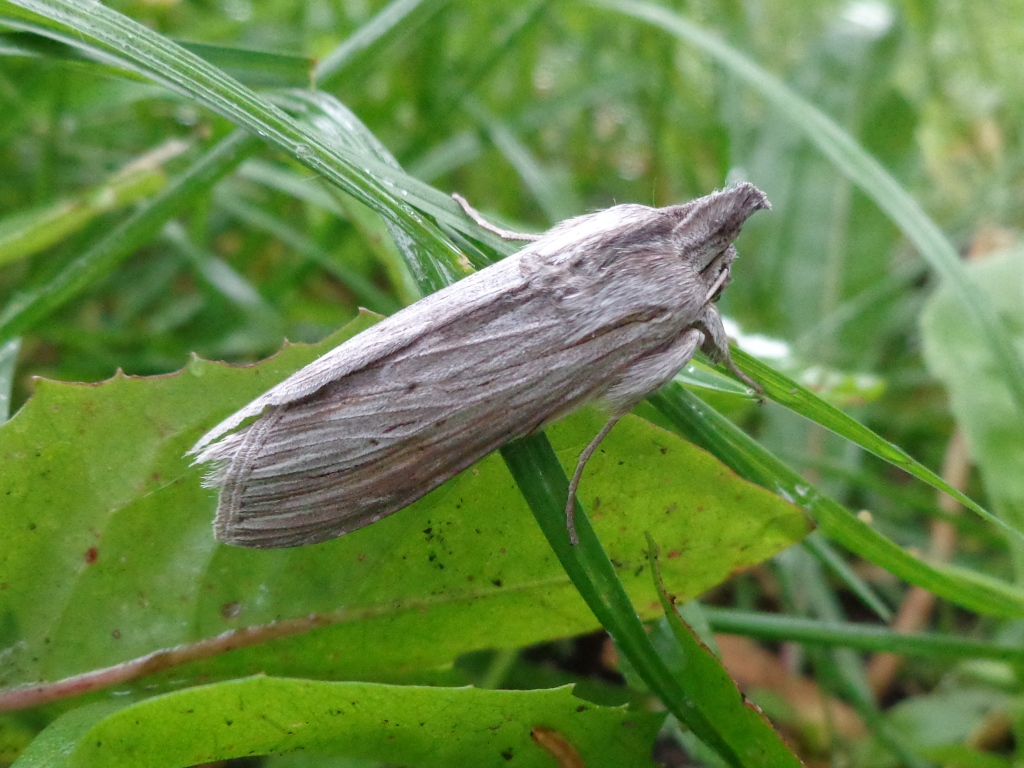
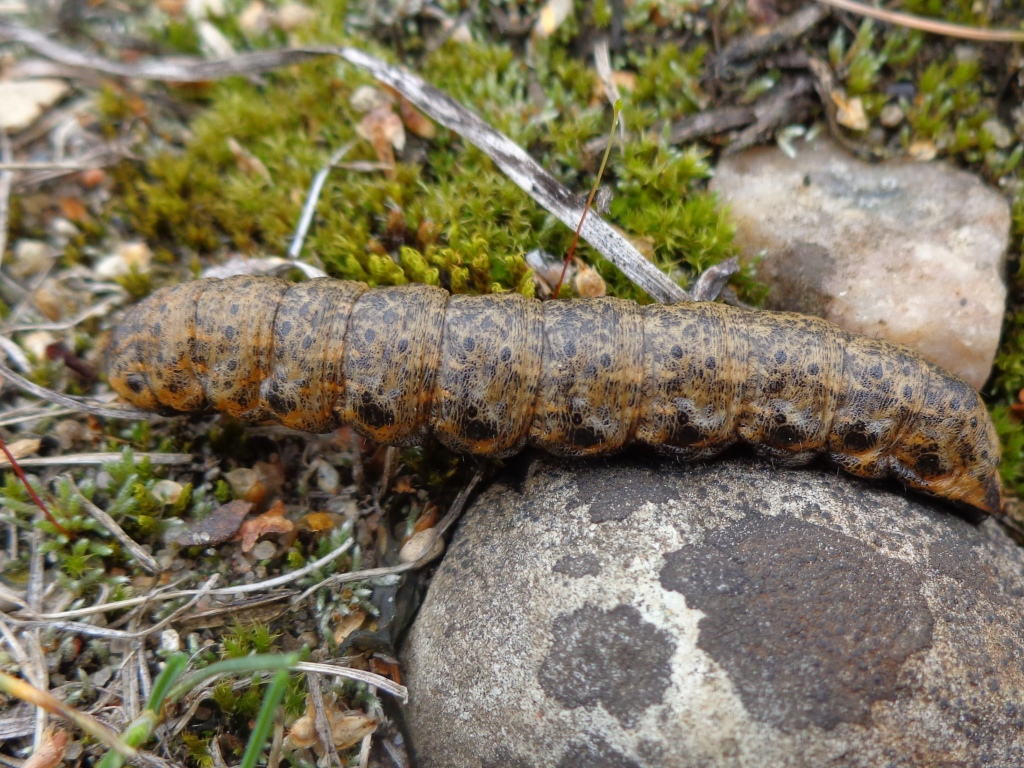

## Các cây thức ăn được ghi nhận

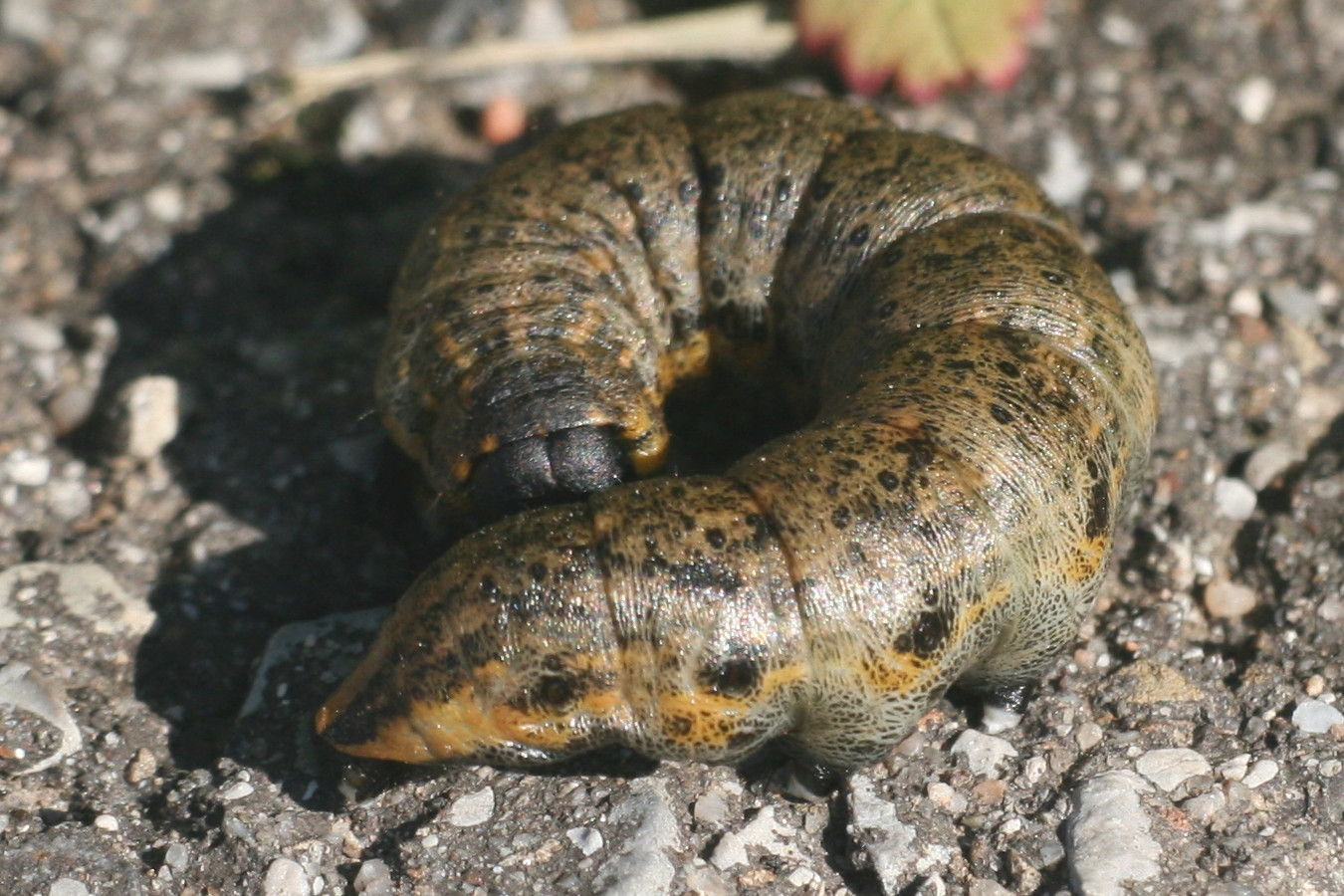
Sâu bướm

- Galium
- Hieracium
- Hypochaeris
- Lactuca
- Leontodon
- Silene
- Sonchus
- Taraxacum